# Mando (sångare)
Mando, egentligen Adamantia Stamatopoulou, född 13 april 1966 i Pireus och uppväxt i Aten är en grekisk musiker. Mando studerade piano och musikteori vid det nationella konservatoriet.
Hennes musikaliska talanger visade sig redan vid en tidig ålder, hon kallades för ett mirakelbarn. När hon var tretton år medverkade hon i Jesus Christ Superstar, vid 18 års ålder fick hon sitt första skrivkontrakt med CBS. Under fem år studerade hon sång med Hal Schaeffer i USA.
Mandos första försök att komma med i Eurovision Song Contest var år 1989, då hon slutade på andra plats i den nationella uttagningen med endast en poäng mindre än vinnaren Marianna. Det visade sig senare att en jurymedlem inte hade röstat. Hon vann egentligen, men det var då för sent att ändra resultatet - Marianna gick till Eurovisionsfinalen.
Mando valdes att representera Grekland i 2003 års tävling med låten Never Let You Go. I finalen i Riga slutade hon på 17:e plats. Hon hade några år innan spelat in en duett med vinnaren Sertab Erener, Aşk.

## Diskografi
- Fill Me Up (With Your Love) (Maxisingel) - 1986
- Set Yourself In Motion (Maxisingel) - 1986
- Dos Mou Ena Fili... Auto to Kalokairi (Give Me A Kiss... This Summer) - 1989
- Ptisi Gia Dio - 1990
- Kinisi Triti - 1991
- Esthisis - 1992
- I Diki Mas I Agapi - 1993
- Anisiho Vlemma - 1994
- Ston Evdomo Ourano - 1995
- Mando On The Seventh Sky - 1995
- Gia Oles Tis Fores - 1997
- Prodosia - 1998
- Se Alli Diastasi - 2000
- Mando & Coltrane Big Band (Singel) - 2001
- Ligo Ligo (Singel) - 2002
- Never Let You Go (Singel) - 2003